# Domingo Antonio de Andrade
Domingo Antonio de Andrade, conhecido como Domingo de Andrade (Cee, 1639 — Santiago de Compostela, 12 de novembro de 1712) foi um arquiteto galego da segunda metade do século XVII e e início do século XVIII que foi o grande promotor da transição para o barroco na Galiza, Espanha.
A sua obra, apesar de dever muito ao classicismo dominante na Galiza durante a primeira metade do século, esse estilo foi amplamente superado por Andrade, preparando assim o terreno para a geração seguinte, cujos representantes mais proeminentes seriam Casas Novoa e Simón Rodríguez, os quais desenvolveram as suas ideias inovadoras.

## Biografia
Estudou artes na Faculdade de Artes da Universidade de Santiago de Compostela entre 1654 e 1656 com a intenção de tornar-se clérigo. Completou os estudos em Salamanca ou talvez em Alcalá de Henares, onde obteve o grau de licenciado. Viajou por grande parte da Península Ibérica graças à proteção do seus mecenas, o conde de Alba Real. Em 1669 era Aparejador (encarregado de obras) Mor da Catedral de Santiago de Compostela e em 1676 foi nomeado Mestre de Obras.
Casou com Isabel Arenas de Canosa, mas após ficar viúvo em 1700 tornou-se sacerdote e solicitou um lugar no cabido da catedral compostelana. Morreu em Santiago e foi sepultado na catedral.

## Obra
A obra de Domingo de Andrade foi ampla e polifacetada ao longo dos 40 anos em que esteve ativo, pois também envolveu trabalhos em talha e montagem de retábulos além da arquitetura propriamente dita, quer de carácter civil quer de carácter  militar. Ainda se conservam diversos desenhos e gravações da sua autoria.
Em 1695 publicou em Santiago o tratado “Excelencias de la Arquitectura”, fruto dos seus estudos, viagens e curiosidade intelectual. É uma obra de cariz mais erudito do que prático, produto do académico mais do que do artista. Com ela pretende, primeiro que tudo, justificar a sua profissão, ponderar a nobreza, antiguidade e carácter científico da arquitetura. Também se propôs escrever outro tratado sobre arquitetura militar, algo que nunca chegou a concretizar.

### Torre do Relógio da Catedral de Santiago de Compostela
Entre as suas obras arquitetónicas destacam-se as realizadas para a Catedral de Santiago de Compostela, da qual foi primeiro encarregado de obras e depois mestre-mor, devido à saída de Vega y Verdugo en 1676. Nessa altura iniciou aquela que seria a sua obra prima; a Torre do Relógio. Sobre a base da torre medieval já existente — a Berenguela — erigiu os trêscorpos superiores nos quais a estereotomia e as proporções são a prova do domínio técnico e estético do seu criador. Andrade soube tirar partido do tipo de torre de corpos prismáticos sobrepostos de origem italiana, a que juntou elementos decorativos tradicionais e outras da sua própria criação. A transição entre a base da torre e o primeiro corpo adicionado faz-se através de templetes angulares. Todavia, a gradação é mais subtil no segundo corpo, já octogonal e flanqueado igualmente por templestes de estrutura mais aérea do que os de baixo. Finalmente, a diminuição decrescente e verdadeiramente magistral dos perfis completa-se no remate, constituído por uma cúpula ligeiramente em forma de cebola coroada por uma pequena lanterna circular. A decoração é muito variada e rica: encintados, cordas de frutas executadas em grande escala, troféus militares, volutas de perfil liso flanqueando o relógio em jeito de obra de marchetaria, etc. A torre influenciou fortemente a arquitetura uma série de campanários na Galiza e também noutros locais, como nas catedrais de Múrcia e de  Santo Domingo de la Calzada.
Como contraponto, quase na base da Torre do Relógio, o arquiteto terminou em 1700 o Pórtico Real da Quintana, iniciado por Peña de Toro, onde erigiu uma ordem de pilastras e colunas gigantes, qua abarcam dois andares com janelas, uma balaustrada com grandes pináculos e uma edícula para servir de base a uma estátua equestre de Santiago. O conjunto é realmente monumental e quase clássico, a não ser pelo volume avultado das colunas e da proeminente decoração executada à base de enfiadas de frutas e troféus militares em grande escala. Modernamente também se atribui a Andrade o remate da torre das Campanas (dos sinos), na fachada da catedral, mais por razões estilísticas do que documentais. Um detalhe interessante é que nesse remate o arquiteto prescinde quase por completo de elementos decorativos de caráter floral e orgânico, para insistir no esqueleto estrutural e na disposição de volumes exclusivamente plásticos e geométricos, antecipando assim o estilo do seu sucessor Simón Rodríguez.

### Outras obras arquitetónicas
Domingo de Andrade executou obras talhadas em madeira, baldaquinos e retábulos, que os estudiosos consideram como indagações prévias que depois influenciaram a sua própria arquitetura, tanto na parte decoritva como na estrutural. Realizou três baldaquinos: o do apóstolo Santiago na catedral compostelana (1672–1676); o da capela do Cristo na Catedral de Ourense (1678); e um, já desaparecido, para o Mosteiro de Oseira. Neles usou grande vãos suprimindo tabiques e superfícies contínuas que deixam a nu o esqueleto estrutural original, para dar a sensação de marcha acendente e suspensa, onde os vazios ativam o dinamismo espacial. O baldaquino de Ourense é antecedido por um vestíbulo  para aumentar o efeito de perspetiva
Dos numerosos retábulos de Domingo de Andrade só se conserva na totalidade o das Clarissas de Santiago (1700) e restos do de São Domingos de Bonaval (recompostos e trasladados para a paróquia de  Carril, no concelho de Vilagarcía de Arousa, na província de Pontevedra. Com eles extingue-se o retábulo classicista, em forma de fachada de uma igreja, para dar lugar a um novo tipo, em que uma ampla "rua" central albergando um baldaquino ou um camarim coroado por estátuas é flanqueada por ruas laterais estreitas demarcadas por colunas salomónicas. É um estilo reminiscente dos retábulos portugueses seus contemporâneos, mas onde a totalidade das partes é decorado com o horror ao vazio caraterístico de Andrade.
Em Santiago de Compostela, Domingo de Andrade trabalhou ainda no Convento de São Domingos de Bonaval, onde construiu diversas portais, terminou o claustro e realizou a célebre escadaria tripla helicoidal que no mesmo vão conduz aos diferentes pisos do mosteiro através de rampas distintas. Pela sua técnica e audácia é uma demonstração do virtuosismo do arquiteto, que quis impressionar os espectadores com um gesto muito barroco. Cabe ainda mencionar a sacristia da catedral, pouco depois convertida em capela do Pilar, uma obra que iniciou um ano antes da sua morte e que foi constinuada pelo seu discípulo Casas Novoa, que a transformou e enriqueceu com novos elementos.
No que toca a arquitetura civil, destacam-s diversas casas erigidas em Santiago para o cabido ou personalidades eclesiásticas. São casas providas de arcadas exteriores para proteger da chuva e de grandes varandas, um estilo originário de Santander, mas que o arquiteto dotou com a sua decoração caraterística, que começou por utilizar em edifícios religiosos. Na Casa das Pomas podem admirar-se as tranças de frutos em relevo avultado que parecem penduradas, cobrindo pilastras.
Na Casa da Parra, obra que também é muito provavelmente da autoria de Andrade, o que mais chama a atenção é a sua adequação ao conjunto urbanístico da Praça da Quintana. Também ali sobressai a rica decoração de tranças de fruta que flanqueiam a porta e lhe dão o nome, bem como a avultadas consolas com mascarões esculpidos na varanda corrida do andar nobre. No lado oposto da mesma praça ergue-se a Casa da Conga, cuja construção foi iniciada por Andrade em 1704 e foi continuada por Casas Novoa. O pórtico inferior, com reminiscência dos pórticos italianos do Quattrocento, divide-se em quatro tramos separados por pilastras. Por cima ergue-se um andar de janelas, com varandas nas do centro para evidenciar os eixos.

### Outras atividades
Domingo de Andrade foi também um brilhante entalhador e escultor de imagens em madeira. Essa sua faceta menos conhecida é atestada, por exemplo, pelos retábulos da igreja do Convento de São Francisco do Val de Deus e da igreja das Clarissas ou o relicário do Convento de São Paio de Antealtares ou ainda o baldaquino já desaparecido do Mosteiro de Oseira.
Ficou também conhecido como organizador de grandes festas públicas, com fogo de artifício, para comemorar a visita da rainha Maria de Neoburgo, e pelos seus trabalhos como engenheiro que sanearam o urbanismo compostelano.